# Sainte-Hripsimé
Sainte-Hripsimé (en arménien : Սուրբ Հռիփսիմե, Sourp Hripsimé) est une église du Saint-Siège d'Etchmiadzin. Elle est dédiée à sainte Hripsimé.

## Histoire
L'église a été construite en 618. Bien qu'elle ait été, comme la cathédrale Sainte-Etchmiadzin, restaurée au XVIIe siècle, elle garde son aspect original qui témoigne bien de l'architecture arménienne. Pendant cette restauration est édifié le porche, en 1653, entouré par un mur construit beaucoup plus tard, en 1776.

## Architecture
D'un point de vue architectural, l'église est un tétraconque à niche d'angles. Elle possède un gavit avec pour couronner le tout une coupole haute.

« Joyau de l'architecture arménienne, elle en illustre remarquablement les qualités de sobriété, d'harmonie, de perfection dans la réalisation. Elle est de plan cruciforme. (...) L'assemblage des pierres et la qualité de leur taille donnent aux murs d'un rose doré une beauté achevée. »

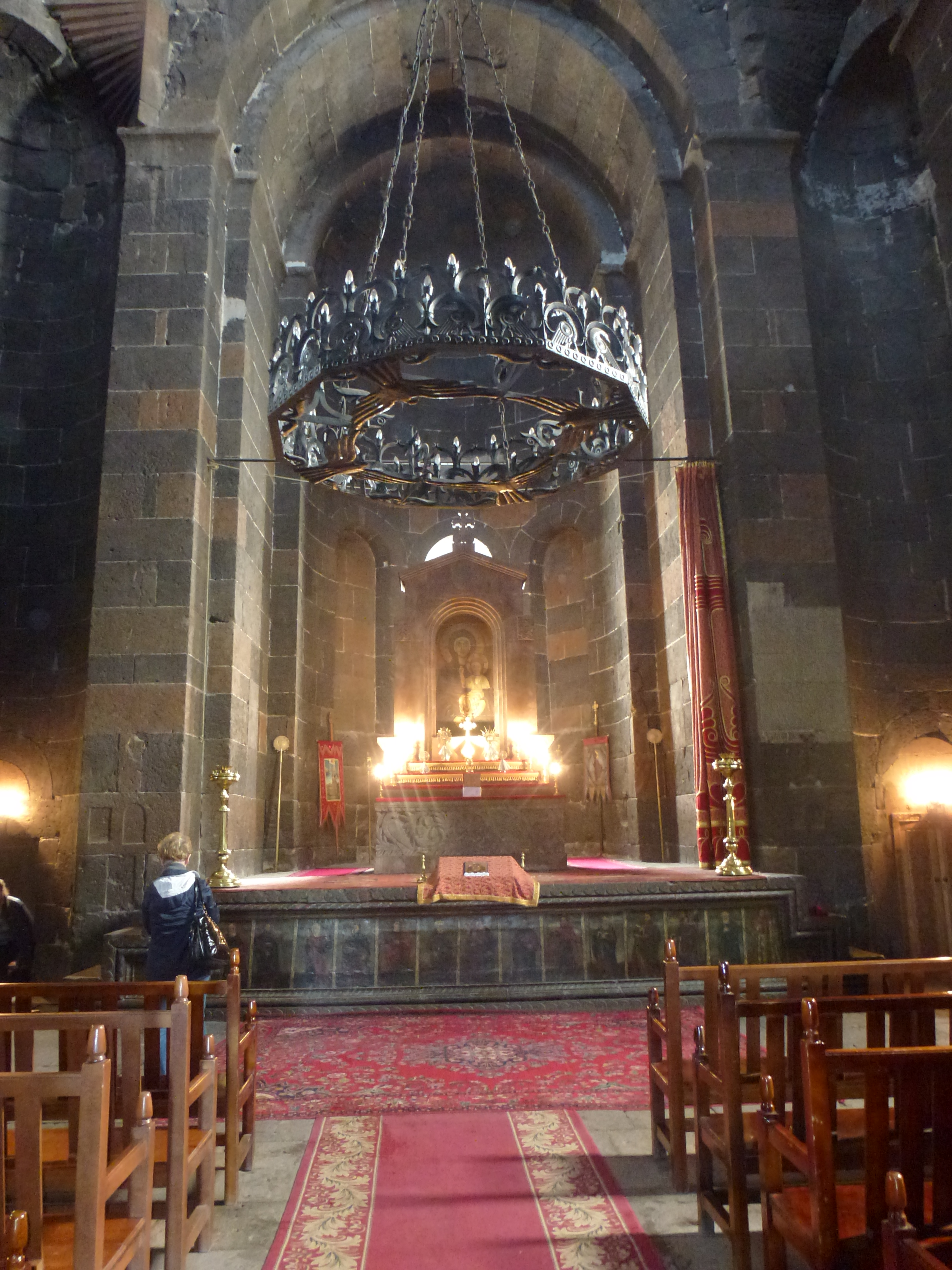
L'intérieur.

Les façades sont creusées de niches des quatre côtés. Postérieurement à la construction deux petites fenêtres ont été ajoutés dans le mur de l'abside, D'après A. Eremian cela est dû à l'influence byzantine et du fait que pendant une période assez longue l'église arménienne adhéra, du moins en la personne de ses chefs, à la doctrine  chalcédionienne.
À l'intérieur, comme dans beaucoup d'églises arméniennes de cette époque, on peut voir une croix sculptée dans la partie supérieure du dôme.

## Patrimoine mondial de l'humanité
Depuis 2000, le complexe religieux d'Etchmiadzin ainsi que le site archéologique de Zvartnots sont inscrits sur la liste du patrimoine mondial de l'UNESCO.